# Jan van der Heyden

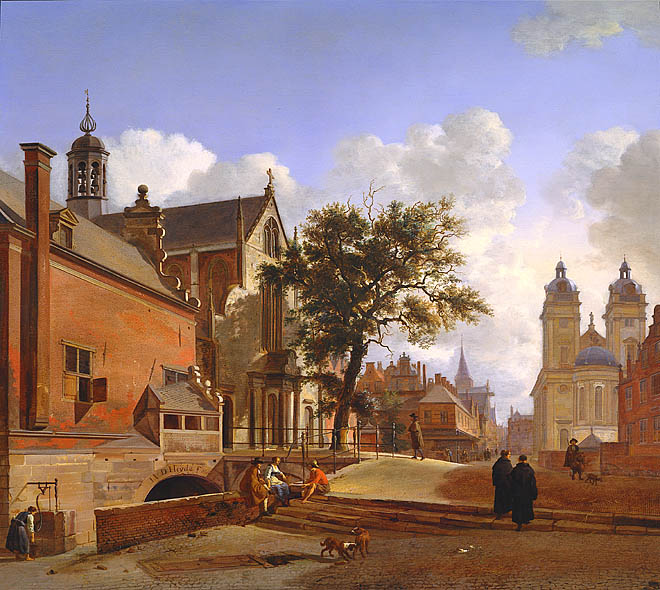
Vy från Düsseldorf (1666).

Jan van der Heyden, född 5 mars 1637 i Gorinchem, död 28 mars 1712 i Amsterdam, var en nederländsk målare och ingenjör.

## Biografi
Jan van der Heyden företog fram till 1660 ett flertal studieresor till södra Nederländerna och till nedre Rhen i Tyskland. Förmodligen reste han även till Italien. Som målare utvecklade han tillsammans med bröderna Job och Gerrit Berckheyde stadsvyn till en självständig motivgenre. Med detaljrikedom, men inte alltid med topografisk noggrannhet, avbildade Heyden gator och torg i olika nederländska och tyska städer. Han utförde även några landskapsmålningar och stilleben. 
Heyden var även verksam som ingenjör och uppfinnare. Införandet av allmän gatubelysning i Amsterdam omkring 1670 tillskrivs honom.
I Skandinavien finns Heydens tavlor bland annat på Statens Museum for Kunst i Köpenhamn.